# Dominik Maria Zavřel
Dominik Maria Zavřel (właściwie: Jan Chryzostom Zavřel) (ur. w kwietniu 1725 w Chodovie (obecnie dzielnica Pragi), zm. 13 maja 1799 w opactwie Casamari k. Veroli) – czeski duchowny katolicki, dominikanin, cysters, męczennik, ofiara prześladowań antykatolickich w Republice Partenopejskiej, państwie zależnym od rewolucyjnej Francji, błogosławiony Kościoła katolickiego.

## Życiorys
Urodził się w czeskim Chodovie W 1745 roku wstąpił do zakonu dominikanów w Litomierzycach. 14 sierpnia 1746 roku złożył tam śluby zakonne i przyjął imię Chryzostom. Przebywał w klasztorach w Ołomuńcu, Pilźnie i Litomierzycach. Opuścił Czechy i udał się do Włoch, gdzie w 1776 roku za zgodą przełożonych wstąpił do zakonu cystersów w Casamari koło Veroli. Rok później przyjął tam śluby zakonne i otrzymał imię Dominik. W opactwie pełnił funkcję przeora i mistrza nowicjatu. 13 maja 1799 roku klasztor został zajęty przez żołnierzy armii francuskiej w wyniku podboju Włoch i utworzenia Republiki Partenopejskiej. Żołnierze przystąpili do grabieży klasztoru.
Zamordowali Dominika, jak i innych pięciu cystersów. Jego ostatnie słowa przed śmiercią brzmiały: „Jezus, Maryja”.
26 maja 2020 papież Franciszek podpisał dekret o męczeństwie jego i innych cystersów z opactwa, co otworzyło drogę do ich beatyfikacji, która odbyła się 17 kwietnia 2021 w opactwie Casamari.